# Радикальна реформація
Радикальна реформація (лат. корінний переустрій) — відповідь на корупцію як в католицькій церкві, так і в розширюваному магістратській реформації протестантів під проводом Мартіна Лютера та багатьох інших. Починаючи з Німеччини та Швейцарії в XVI сторіччі, радикальна реформація породила багато радикальних протестантських угруповань по всій Європі. Цей термін охоплює радикальних реформаторів, таких як Томас Мюнцер та Андреас Карлштадт, пророки Цвікау та анабаптистські групи, такі як гуттерити та меноніти.
У Німеччині, Швейцарії та Австрії більшість симпатизували радикальній реформації, незважаючи на сильні переслідування. Хоча частка європейців, що повстали проти католицької, лютеранської та цвінгліанських церков, була невеликою, її значення є непропорційно великим, частково в результаті поширення вчень радикальної реформації в США. 

## Історія
Деякі ранні форми радикальної реформації були міллєнаристськими, що зосереджуючись на неминучому кінці світу та на Тисячорічному царстві. Це було особливо помітним під час правління Іоанна Лейденського у місті Мюнстер у 1535 році, що було розгромлене об'єднаними силами католицького мюнстерського єпископа та лютеранського ландграфа Гессена. Після Мюнстерського повстання невелика група батенбюргерів продовжувала дотримуватися войовничих вірувань анабаптистів. Ненасильницькі групи анабаптистів також мали міллєнарійські вірування.
Ранні анабаптисти вважали, що їх реформація повинна очистити як богослів'я, так і життя християн, особливо їх політичні та соціальні стосунки. Отже, церква не повинна підтримуватися державою, ні десятиною, ні податками, ні використанням меча; християнство має бути питанням особистого переконання, до прийняття якого не можна було примушувати жодну людину, але навпаки, вимагало бути особистим рішення.
На багато груп впливав біблійна буквальність (наприклад, швейцарського братства), духовні прояви (південнонімецькі анабаптисти) та головним чином повний неспротив (як швейцарські брати, гуттерити та меноніти з північної Німеччини та Нідерландів). Гуттерити також практикували товарну спільність. На початку більшість з них були сильно місіонерськими, щодо залучення грішників зі світу у свої громади.

## Наступний розвиток анабаптизму
Пізніші форми анабаптизму було набагато меншим і було зосереджено на формуванні невеликих окремих громад. Серед безлічі відгалужень були меноніти, аміші та гуттерити.
Типовим серед нових лідерів пізнішого анабаптистського руху, і, безумовно, найвпливовішим з них, був Менно Сімонс, голландський католицький священик, який на початку 1536 року приєднався до анабаптистів. Сімонс не застосовував жодного насильства, яке пропагувало й практикувало мюнстерське повстання, що, здавалося, перевертало суть християнства. Таким чином, менонітський миролюбство є не просто характеристикою руху, але самою суттю розуміння Сімонсом Євангелія Ісуса Христа; але протягом сторіч неспротив був постійною характеристикою всіх менонітських груп.
Анабаптисти радикальної реформації продовжують надихати нинішні громадські групи, такі як Брудергоф, та рухи, такі як Урбан експрешн у Великій Британії.

## Неанабаптистські радикальні реформатори
Хоча більшість радикальних реформаторів були анабаптистами, деякі не ототожнювали себе з основними традиціями анабаптистів. Томас Мюнцер брав участь у німецькій селянській війні. Андреас Карлштадт богословські не погодився з Ульрихом Цвінглі та Мартіном Лютером: навчав ненасильству, відмовлявся хрестити немовлят, не перехрещував дорослих віруючих. Каспар Швенкфельд та Себастьян Франк зазнали впливу німецької містики (Друзі Божі) та духовних проявів.

## Інші рухи
Окрім анабаптистів, були виявлені й інші рухи радикальної реформації. Слід зазначити, що Джордж Хантстон Вільямс, великий категоризатор радикальної реформації, вважав ранні форми унітаризму (такі, як социніанство, наведені прикладом Мигелем Серветом, а також польськими братами) та інші тенденції, що не враховували нікейську христологію, все ще визнані більшістю християн, як частина Радикальної реформації. З Серветом і Фаустом Социні на перший план вийшов антитринітаризм.

## Переконання
Віруваннями руху є вірування Церкви віруючих. На відміну від католиків та більшості магістратних реформатів: лютеранських та реформатських (цвінгліанських та кальвіністських) протестантських рухів, деяка радикальна реформація відмовились від думки, що «видима Церква» відрізняється від «невидимої Церкви» Отже, Церква складалася лише з крихітної спільноти віруючих, які прийняли Ісуса Христа і продемонстрували це хрещенням дорослих, що називається «хрещенням віруючих».
Хоча магістратні реформатори хотіли замінити власною вченою елітою вчену еліту католицької церкви, радикальні реформаторські угруповання майже повністю відкинули авторитет інституційної «церковної» організації як небіблійний. По мірі подальшого пошуку початкового християнства стверджувалося, що напруга між церквою та Римською імперією в перші сторіччя християнства була нормою, що церква не повинна бути об'єднаною з урядовим сакралізмом, що справжня церква завжди піддається переслідуванням, а отже, навернення імператора Костянтина I було Великим відступництвом, яке означало відхилення від чистого християнства.

## Дивитися також
- Чеська реформація
- Християнський анархізм
- Юст Вельсій
- Дзеркало мучеників
- Реставраціонізм (християнський примітивізм)
- Вальденси